# Zlámanec
Zlámanec (in tedesco Zlamanetz) è un comune della Repubblica Ceca facente parte del distretto di Uherské Hradiště, nella regione di Zlín.